# Francisco de Paula Pérez Tamayo
Francisco de Paula Pérez Tamayo (geboren am 7. März 1891 in Entrerríos (Antioquia); gestorben am 8. Februar 1976 in Bogotá) war ein kolumbianischer Politiker, Anwalt, Journalist und Diplomat.
Pérez war der Gründer der Tageszeitung El Colombiano und Finanzminister.

## Biografie

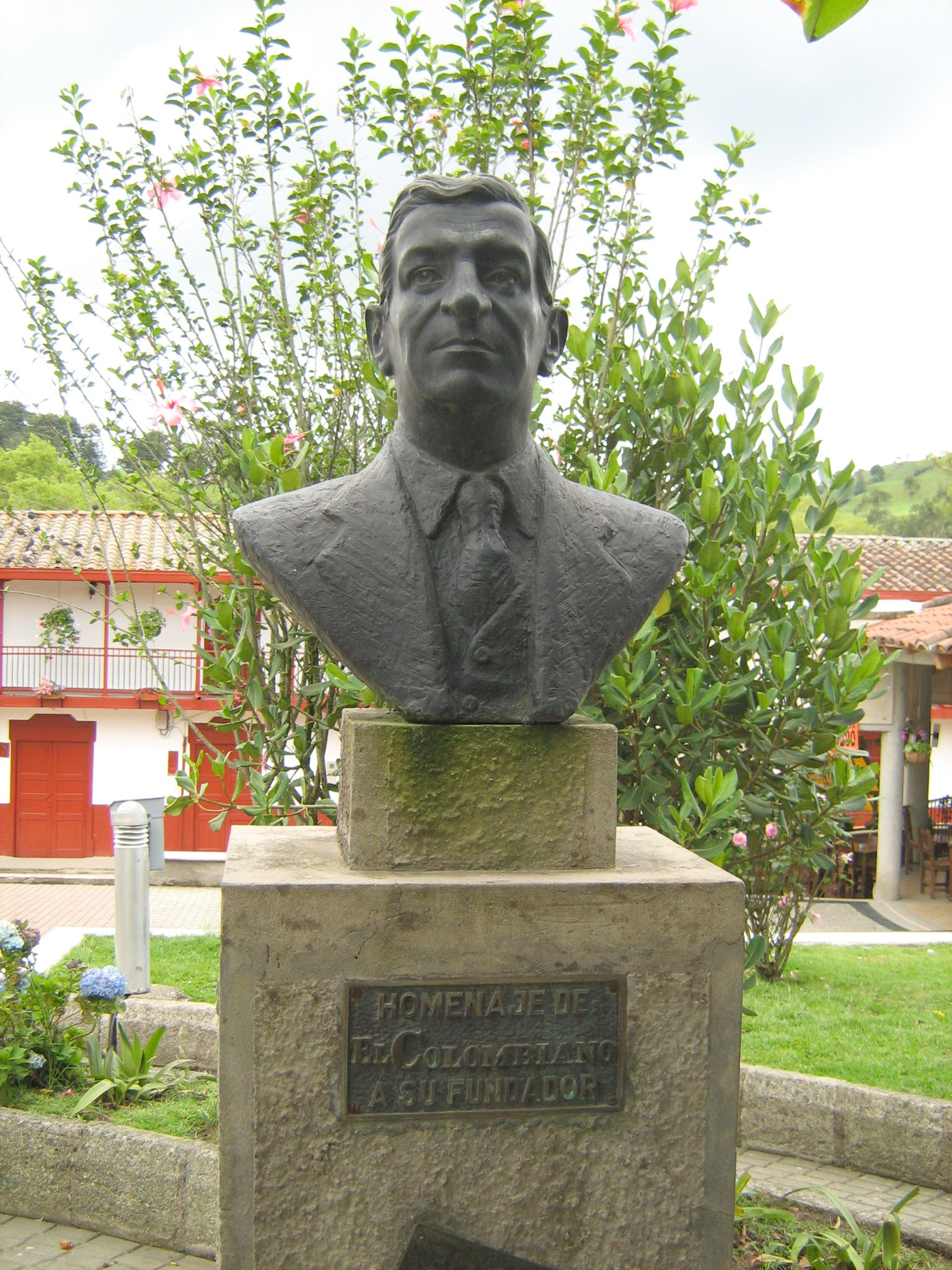
Büste von Pérez Tamayo in Entrerríos

Pérez war der Sohn von Rufina Tamayo Pérez und Antonio José Pérez Vélez. Die Vorfahren der Familie waren im 17. Jahrhundert aus Asturien nach Kolumbien eingewandert. Er besuchte die Grundschule in Entrerríos und machte 1909 am Colegio San Ignacio in Medellín seinen Abschluss. Anschließend begann er ein Jurastudium an der Universidad de Antioquia, das er 1915 als Rechtsanwalt abschloss.
Pérez begann noch während des Studiums seine politische Laufbahn als Stadtrat von Medellín für die Legislaturperiode 1913–1915. Mit 23 Jahren wurde er 1914 Regierungssekretär von Antioquia unter dem Gouverneur Pedro José Berrío, ein Amt, das er bis 1918 innehatte.
Gleichzeitig wurde er in den Jahren 1913, 1918, 1920 und 1924 als Abgeordneter der Asamblea Departamental de Antioquia gewählt. In den Jahren 1919, 1922, 1925 und 1933 wurde er als Abgeordneter im Repräsentantenhaus gewählt und als Senator in den Jahren 1937, 1941, 1945, 1947, 1949 und 1958.
Während der Regierungen Miguel Abadía Méndez, Enrique Olaya Herrera, Alberto Lleras Camargo und  Mariano Ospina Pérez war Pérez Finanzminister.
Im Jahr 1912 gründete Pérez die Zeitung El Colombiano mit dem Ziel, der konservativen Sache zu dienen. Damit er sich der Politik widmen konnte, übergab er die Zeitung bereits nach einem Jahr der Partido Conservador Colombiano. Pérez war Direktor verschiedener konservativer Medien  und Mitarbeiter der Zeitungen El Tiempo, El Espectador, La República und El País. Im Jahr 1923 wurde er Professor und Dekan der Universidad de Antioquia und von 1931 bis 1942 war er ebenfalls Professor und Dekan an der rechtswissenschaftlichen Fakultät der Pontificia Universidad Javeriana. Im Jahr 1942 hatte er einen Tramunfall und war seither gehbehindert. Pérez war Mitglied der Academia Colombiana de la Lengua und der Academia Colombiana de Historia, und 1949 wurde er Ehrenmitglied der Academia Colombiana de Jurisprudencia.
Pérez schrieb mehrere Bücher, vorwiegend über Staatsrecht, Sozialpolitik und Geschichte. Er starb am 8. Februar 1976 in Bogotá.